# آگویلا (آریزونا)
اگویلا، اریزونا (به انگلیسی: Aguila, Arizona) یک منطقهٔ مسکونی در ایالات متحده آمریکا است که در آریزونا واقع شده‌است.

## خصوصیات
اگویلا ۷۹۸ نفر جمعیت دارد.